# Árvay Árpád
Árvay Árpád (Szatmár, 1902. április 21. – Bukarest, 1985. szeptember 9.) író, regényíró, újságíró, szerkesztő. Felesége Lőrinczy Jolán. Fia Árvay Zsolt kutató vegyészmérnök.

## Életútja
A nagyváradi jogakadémia hallgatója, majd újságíró, a nagyváradi Magyar Szó (1930), ennek betiltása után a lap folytatásaként megjelenő Magyar Kurír, Erdélyi Magyar Szó, Magyar Hírlap, Új Magyar Szó szerkesztője (1930-37), ugyanott a Néplap főszerkesztője. Írásai jelentek meg a Magyar Kisebbségben és a Tíz tűz című antológiában. Az Országos Magyar Párt helyi elnöke volt. Árvay Árpád a bevonulás idején a nagyváradi polgárőrség parancsnoka, egyben a Horthy Miklós kormányzó fogadásának előkészítője volt. Ebből adódóan hiteles szemtanúja volt az eseményeknek, melyeket a "Fény gyúlt a toronyban" című dokumentumértékű művének köszönhetően az utókor is megismerhetett. A könyv egyetlen kiadást élt meg, a második világháború után rejtegetni kellett. 
1940 és 1944 között behívottként országgyűlési képviselő volt Magyarországon. 1941 és 1944 között a nagyváradi Estilap főszerkesztője és publicistája. A Sztójay-kormány 1944 áprilisában háborúellenes magatartás miatt betiltotta a lapot.Könyve és újságírói tevékenysége miatt a kommunizmus idején menekülnie kell a Securatite elől, de a titkosszolgálati rendőrség keze Budapestig is elér. Hazaszállítása után kínvallatások és megaláztatások hosszú sora következett, többször is letartóztatták. A második világháború után a kolozsvári népbíróság 10 év börtönre ítélte, 1949-ben szabadult. Hosszabb szünet után csak 1967-től jelenhettek meg újra írásai. Napilapokban és folyóiratokban a közös román-magyar művészeti hagyományokat elevenítette fel.

## Főbb munkái
- Regösök útján (versek, Nagyvárad, (1931)
- Fény gyúlt a toronyban (1941)
- Jumbó nem felejt (ifjúsági regény, 1970)[3]
- Elődök példája. Múlt századi művészek a magyar-román kapcsolatok elmélyítéséért (1973. Románul Gelu Păteanu fordításában, Ion Bănuța előszavával, 1975)
- Szélsodorta falevél (életrajzi regény Szathmári Pap Károlyról, 1973. Románul Pictorul peregrin címmel, Constantin Olariu fordításában, 1977)